# Lepthyphantes rubescens
Lepthyphantes rubescens este o specie de păianjeni din genul Lepthyphantes, familia Linyphiidae, descrisă de James Henry Emerton în anul 1926. Conform Catalogue of Life specia Lepthyphantes rubescens nu are subspecii cunoscute.